# Keller des Gästehauses des Klosters Unser Lieben Frauen

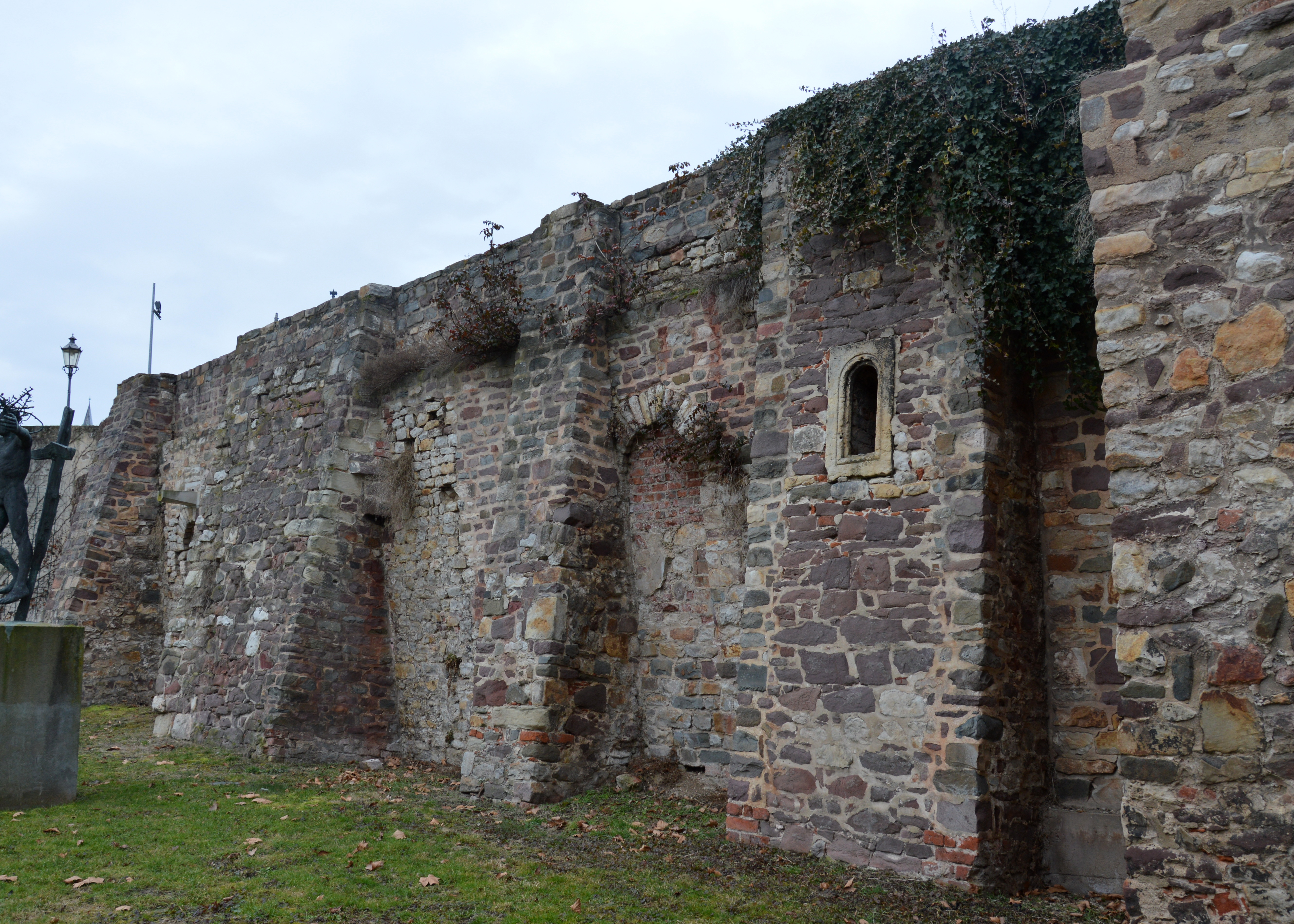
Stadtmauer im Bereich des Kellers

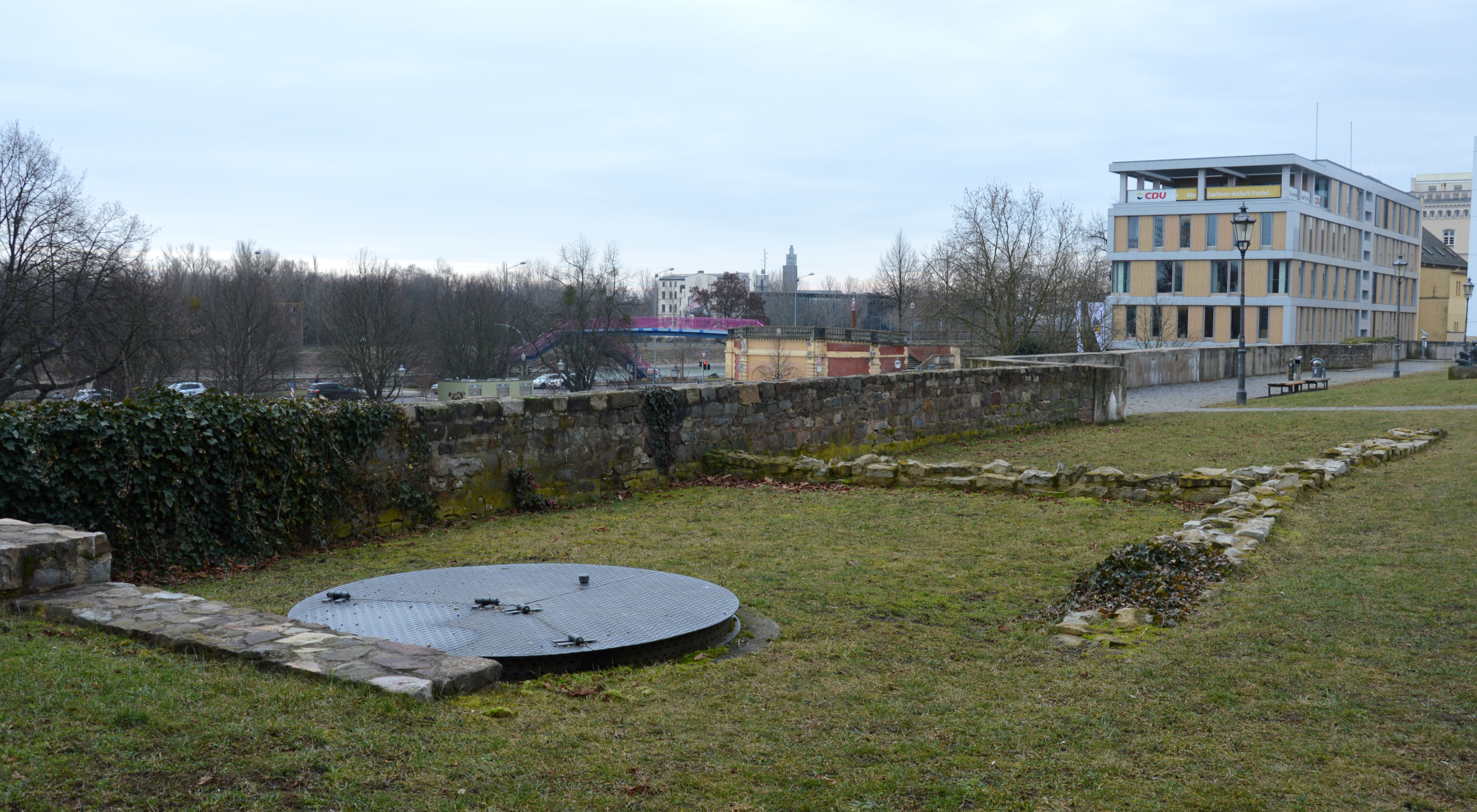
Kellereingang östlich des Klosters

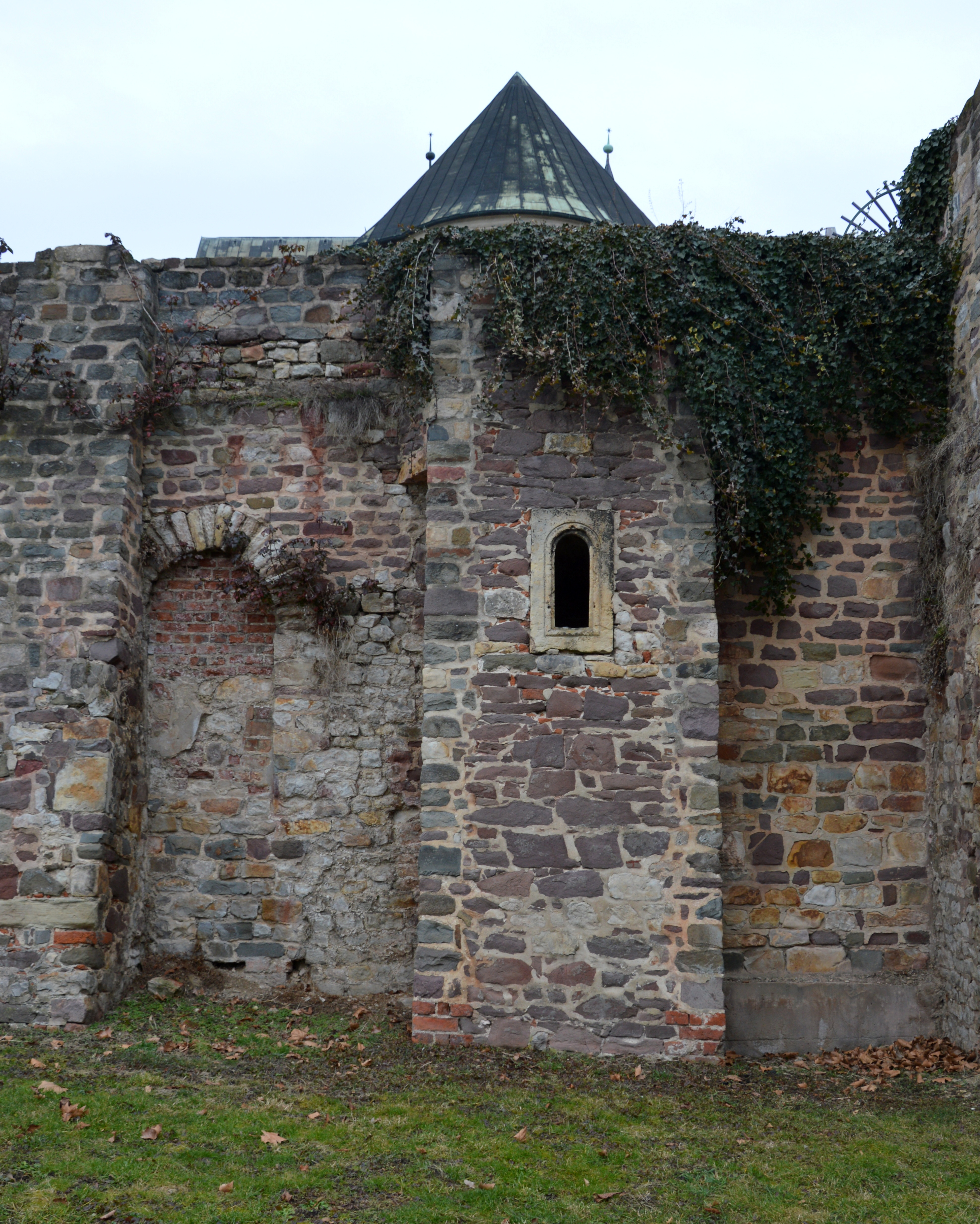
Rundbogenfenster in der Stadtmauer

Der Keller des Gästehauses des Klosters Unser Lieben Frauen ist ein denkmalgeschützter Keller in Magdeburg in Sachsen-Anhalt.

## Lage
Er befindet sich östlich der Regierungsstraße auf der Ostseite der Klosterkirche des Klosters Unser Lieben Frauen in der Magdeburger Altstadt.

## Architektur und Geschichte
Der Keller besteht aus einem gotischen in die Stadtmauer aus dem 12. Jahrhundert integrierten, aus Backstein errichteten Gewölbe. Das Gewölbe war Keller des klösterlichen Gästehauses aus dem Jahr 1510; das Gästehaus selbst ist nicht erhalten. Oberhalb des Kellers befindet sich eine Freifläche und geringe Mauerreste. Die Ostwand des Kellers wird von der historischen Stadtmauer Magdeburgs gebildet. An der äußeren Seite der aus Bruchsteinen errichteten Stadtmauer befinden sich Strebevorlagen und Entlastungsbögen unterschiedlicher Größe. Der Zugang zum Keller befindet sich im nördlichen Teil des Gewölbes. Von der Freifläche oberhalb des Kellers führt eine steinerne Wendeltreppe hinab. Der Zugang ist durch eine moderne Stahlabdeckung verschlossen. Die Substruktion der Treppenspindel beruht auf einem rechteckigen Grundriss. Es besteht ein aus Stein gefertigter Handlauf. Darüber hinaus gibt es ein schmales Rundbogenfenster.
Der Keller des klösterlichen Funktionsbaus gilt als Zeugnis des mittelalterlichen Magdeburg und wird als kulturgeschichtlich und kulturell-künstlerisch bedeutend eingeschätzt.
Im örtlichen Denkmalverzeichnis ist der Keller unter der Erfassungsnummer 094 06320  als Baudenkmal verzeichnet.